# Cama (animal)
Um cama é um híbrido de um dromedário e uma lhama, nascido por inseminação artificial realizada por cientistas que estudaram a relação próxima entre ambas as espécies. 
O dromedário pesa seis vezes o peso de uma lhama, portanto a inseminação artificial foi necessária para emprenhar a lhama fêmea (aparelhamentos entre llama macho e dromedário fêmea foram tentados sem êxito).
O nome "cama" vem da união de "camelo" e "lhama" (o dromedário é um tipo de camelo, às vezes chamado camelo árabe).